# Mount French (berg i Australien)
Mount French är ett berg i Australien. Det ligger i regionen Scenic Rim och delstaten Queensland, omkring 70 kilometer sydväst om delstatshuvudstaden Brisbane. Topparna på Mount French är 579 meter över havet (södra toppen) och 463 meter över havet (norra toppen).
Runt Mount French är det mycket glesbefolkat, med 5 invånare per kvadratkilometer.. Närmaste större samhälle är Boonah, nära Mount French. 
Omgivningarna runt Mount French är en mosaik av jordbruksmark och naturlig växtlighet. Genomsnittlig årsnederbörd är 1 402 millimeter. Den regnigaste månaden är januari, med i genomsnitt 269 mm nederbörd, och den torraste är september, med 37 mm nederbörd.